# Creoleon pretiosus
Creoleon pretiosus is een insect uit de familie van de mierenleeuwen (Myrmeleontidae), die tot de orde netvleugeligen (Neuroptera) behoort. 
Creoleon pretiosus is voor het eerst wetenschappelijk beschreven door Banks in 1911.